# Samsung Galaxy J1
Samsung Galaxy J1 — Android-смартфон, разработанный Samsung Electronics. Он был выпущен в январе 2015 года и является первым телефоном серии Galaxy J. Он был представлен на рынке как устройство начального уровня стоимостью от $100.

## История
Galaxy J1 был анонсирован в январе 2015 года как первая модель серии J. Модель 3G была выпущена в феврале 2015 года, модель 4G - через месяц. В последующие месяцы Samsung выпустила еще несколько смартфонов с именем J1, таких как J1 Ace/Ace Neo, J1 Nxt/mini и J1 mini prime.
В январе 2016 года был выпущен преемник Galaxy J1 (2016)..

## Технические характеристики

### Аппаратное обеспечение
Samsung Galaxy J1 доступен в версиях 3G и 4G. Обе модели оснащены CPU ARM Cortex-A7 с двумя (3G) или четырьмя ядрами (4G), 512 МБ (3G) или 768 МБ (4G) оперативной памяти соответственно и 4 ГБ встроенной памяти. Телефон также имеет слот для карты microSD (до 256 гигабайт) и поддержку dual-SIM карт. Разрешение тыловой камеры составляет 5 мегапикселей, а фронтальной - 2 мегапикселя, тыловая снимает в 720 30fps, а фронтальная в формате VGA (480) так же в 30 fps

### Программное обеспечение
J1 поставляется с Android 4.4.4 "KitKat" и пользовательским интерфейсом TouchWiz от Samsung. Оригинальная модель так и не была обновлена до Android Lollipop, но получила неофициальную версию Android. 7.1.2 "Nougat" порт кастомной прошивки на XDA-Developers . Для этого устройства существует неофициальный порт TWRP.. Verizon выпустил специальный брендированный J1 4G. Он поставляется с Android 5.0.2, который обновляется до 5.1.1 по состоянию на сентябрь 2015 года..

## Внешние ссылки
- Официальный сайт